# Ocell sastre cua-rogenc
L'ocell sastre cua-rogenc (Orthotomus sericeus) és una espècie d'ocell passeriforme que pertany a la família Cisticolidae pròpia del sud-est asiàtic.

## Distribució i hàbitat
Se la troba a la península malaia, Sumatra, Borneo i illes menors limítrofes, distribuït per Brunei, Indonèsia, Malàisia, extrem sud de Birmània, Palawan (Filipines), Singapur i Tailàndia.
L'hàbitat natural són els boscos humits tropicals i els manglars tropicals.